# Brodie Lee
Jon Huber (Rochester, 16 de dezembro de 1979 — Jacksonville, 26 de dezembro de 2020) foi um lutador de luta livre profissional estadunidense que ficou conhecido por ter trabalhado para WWE sob o nome de ringue Luke Harper, onde fazia parte da Wyatt Family, e na AEW sob o nome de ringue Brodie Lee, onde foi o líder da fação The Dark Order. Huber se tornou conhecido apos lutar pela Chikara, Combat Zone Wrestling, e várias outras promoções, incluindo a Dragon Gate USA, Jersey All Pro Wrestling e Ring of Honor.

## Carreira

### Início de carreira
Depois de ser treinado por Kirby Marcos e Rik Matrix em Rochester, Nova Iorque, e Tony Mamaluke em Schenectady, Nova Iorque, Huber fez sua estreia no wrestling profissional pela NWA Upstate em 7 de outubro de 2003, adotando o ring name Brodie Lee, que ele adotou devido ao filme Barrados no Shopping, combinando os nomes do ator Jason Lee e do seu personagem Brodie Bruce. Huber nomeia Rick Rude, Jake Roberts e Big Show como suas influências. Huber ganhou vários títulos na NWA Upstate, incluindo o Heavyweight Championship em duas ocasiões e o No Limits Television Championship, que ele unificou com o Kayfabe Dojo Championship.

### Chikara (2007 – 2012)
Huber fez sua estreia pela Chikara em 24 de março de 2007, no Time Will Prove Everything, usando o ring name "The Right Stuff" Brodie Lee e foi derrotado por Equinox. Lee voltaria para a empresa dois meses depois, derrotando Equinox em uma revanche e iniciar uma "streak" de não perder por pin ou submissão que duraria para o resto do ano. Em agosto, Lee se aliou aos Olsen Twins (Colin e Jimmy Olsen) e adotou o apelido de "Big Rig" e a gimmick de um caminhoneiro. Lee e os Olsen Twins foram programados para entrar no torneio 2008 King of Trios como Team Dr. Keith, mas Colin assinou um contrato com a World Wrestling Entertainment, a equipe ficou um homem a menos. Um sorteio aleatório escolheu Retail Dragon como seu substituto, mas depois ele saiu da equipe no meio do primeiro combate do torneio, contra  Cheech, Cloudy e m.c.KZ, Lee realizou seu turn, também terminando a sua aliança com Jimmy Olsen.

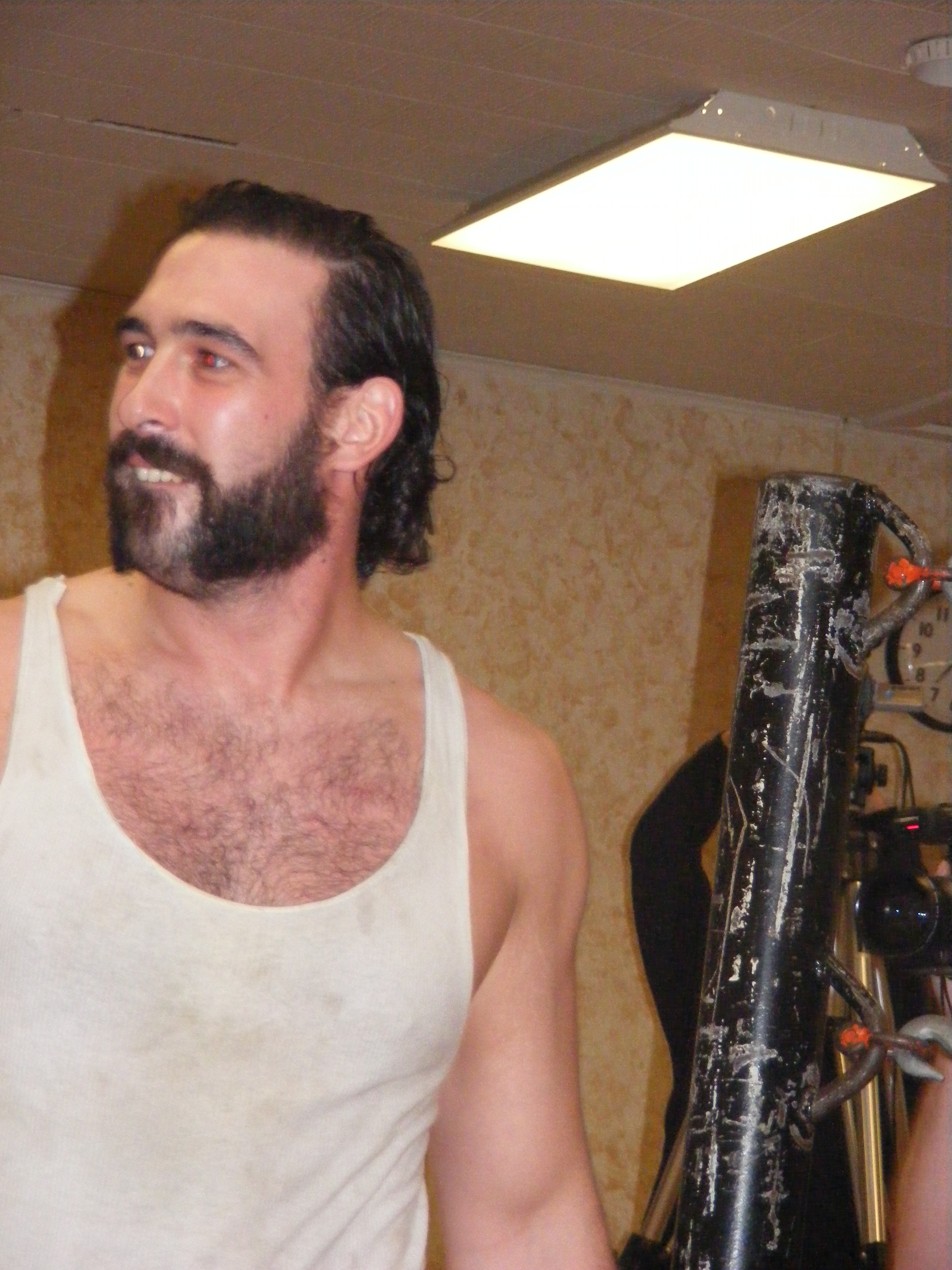
Lee em um evento da Chikara em novembro de 2008

Em abril de 2008, Lee começou a ofender lutadores menores, e isso levou a Claudio Castagnoli desafia-lo. A primeira luta ocorreu em 20 de abril, terminou após Castagnoli ser desqualificado por chutar acidentalmente o árbitro do combate. A segunda luta em 24 de maio terminou de forma similar, desta vez Lee foi desqualificado por chutar o árbitro. Isto levou a uma No Disqualification match em 13 de Julho, que Lee venceu após interferência de Shayne Hawke e Mitch Ryder, ambos tinham um rancor de Castagnoli por acabar com os Kings of Wrestling no ano anterior. A rivalidade entre Lee e Castagnoli terminou em 7 de setembro de 2008, na primeira steel cage match da história da Chikara, com Castagnoli saindo vitorioso.
No final de 2008 Lee se aliou com Eddie Kingston e Grizzly Redwood para formar a stable The Roughnecks. Em 21 de fevereiro de 2009, os Roughnecks derrotaram UltraMantis Black, Crossbones e Sami Callihan para ganhar um lugar no torneio 2009 King of Trios. Em 27 de Março, os Roughnecks perderam a luta de abertura do torneio para o Team Uppercut (Bryan Danielson, Claudio Castagnoli e Dave Taylor). Quando Kingston começou a rivalizar com Castagnoli, Lee e Redwood começaram a lutar como tag team. Com vitórias sobre Los Ice Creams (El Hijo del Ice Cream e Ice Cream, Jr.), Cheech Hernandez e K.C. Day, e North Star Express (Darin Corbin e Ryan Cruz), Lee e Redwood ganharam o direito de disputar os Campeonatos de Parejas. Em 17 de outubro de 2009, Lee e Redwood desafiaram The Colony (Fire Ant e Soldier Ant) pelos títulos, mas foram derrotados. Lee optou por dar Redwood mais uma chance, mas quando eles foram derrotados em 19 de outubro, em uma luta contra The Osirian Portal (Amasis e Ophidian), Lee se tornou face, e acabou com os Roughnecks. Redwood fez o seu regresso seis meses depois, em 24 de abril de 2010, como um oponente surpresa de Lee, mas foi facilmente derrotado por ele. Depois Redwood afirmou que não gostaria de ter lutado com Lee, mas tinha que se preparar-se antes de seu próximo combate. Em 29 de agosto Lee entrou em uma Countdown Showdown battle royal e dominou a luta, antes de ser eliminado por Redwood. Em 23 de outubro, Lee foi derrotado por Dasher Hatfield, que foi derrotado por Redwood no dia seguinte. Em 20 de novembro, Lee e Redwood tendo ganho o respeito um do outro, se re-uniram e atacaram Hatfield após sua luta contra Shayne "Buck" Hawke. Em 23 de janeiro de 2011, na décima temporada de estreia, os Roughnecks derrotaram os Throwbacks (Hatfield e Sugar Dunkerton) em uma tag team match. Os Roughnecks e os Throwbacks encerraram a rivalidade entre eles no dia 13 de março em uma lumberjack match, onde Hatfield e Dunkerton foram vitoriosos. Em maio de 2011, Lee entrou no 12 Large: Summit, para definir o primeiro Chikara Grand Champion, mas foi forçado a retirar-se do torneio depois de sua primeira luta, após sofrer uma lesão. Lee voltou a Chikara em 30 de outubro. Depois de assinar um contrato de desenvolvimento com a WWE, Lee fez sua aparição de despedida na Chikara em 25 de março de 2012, quando ele, sem sucesso desafiou Eddie Kingston pelo Chikara Grand Championship.

### Squared Circle Wrestling (2007 – 2012)
Lee fez sua estreia pela Squared Circle Wrestling (2CW) em 20 de agosto de 2007, fazendo parceria com Colin Olsen, substituindo Jimmy Olsen, em um combate de tag team, onde foram derrotados pelos Wyld Stallyns. Lee começou como um heel aliado a promoção rival NWA Upstate. Lee começou a se tornar popular depois de 26 de julho de 2008, pós-luta incidente em Binghamton, Nova Iorque, que terminou com ele socando um fã no estacionamento. Lee foi suspenso (kayfabe da 2CW após o incidente. Ele voltou em 24 de outubro para uma enorme ovação, embora ele ainda sendo um heel, levou a equipe da NWA Upstate a vitória, em uma eight man tag team match. Ele tornou-se oficialmente um babyface a partir de abril de 2009, quando a rivalidade entre a 2CW e a NWA Upstate havia diminuído. Lee então começou uma rivalidade amigável com Slyck Wagner Brown, onde eles lutaram em sigles matchs no dia 6 de Junho e 19 de setembro de 2009. Lee derrotou Brown em uma rubber match em 19 de fevereiro de 2010, e depois novamente em uma two out of three falls match em 3 de abril de 2010, para acabar com a rivalidade. Lee desafiou Jason Axe pelo 2CW Heavyweight Championship em 20 de junho de 2010, mas perdeu devido a uma interferência. Lee derrotou Isys Ephex em 10 de julho, e ganhou a chance de disputar o título em 22 de agosto, em Watertown, Nova Iorque. Lee derrotou Jason Axe para vencer o 2CW Heavyweight Championship pela primeira vez. Lee fez sua primeira defesa de título diante do ex-campeão, Jason Axe, em uma I Quit match em Binghamton, Nova Iorque, em 24 de setembro de 2010. Lee perdeu o título para Slyck Wagner Brown em 19 de novembro de 2010, em Elmira, Nova Iorque. Lee recuperou o título em 13 de abril de 2012, em uma four-way match com Jay Freddie, Slyck Wagner Brown e Kevin Steen, que roubou o cinturão após a luta.

### Ring of Honor (2008 – 2009)
Lee fez sua estreia pela Ring of Honor em 25 de outubro de 2008, aliando-se com The Age of the Fall e ajudando o líder Jimmy Jacobs derrotar Austin Aries em uma Anything Goes match. Lee, em seguida, se juntou com Delirious e derrotou Cheech e Cloudy em um combate de tag team, antes de terminar a noite, atacou Necro Butcher, com quem a stable estava rivalizando, depois de sua luta contra Go Shiozaki. Em 7 de novembro, a luta entre Lee e Necro Butcher terminou em uma desqualificação, quando o resto da Age of the Fall atacou Butcher. Lee e Necro Butcher tiveram uma revanche em 27 de fevereiro de 2009, que Necro saiu vencedor. Em março Delirious realizou seu turn, e em 30 de maio ele derrotou Lee em sua última luta pela empresa.

### Jersey All Pro Wrestling (2009 – 2011)
Lee fez sua estreia pela Jersey All Pro Wrestling em 28 de março de 2009, como membro do Hillbilly Wrecking Crew, juntamente com Necro Butcher e Trevor Murdoch. Em 1 de agosto Lee e Necro derrotaram os Garden State Gods (Corvis Fear e Myke Quest) para ganhar o JAPW Tag Team Championship. Em 23 de janeiro de 2010, no 12th Anniversary Show, Lee e Necro perderam o título para Da Heavy Hitters (Havok e Monsta Mack) em uma three-way match, que também incluiu o H8 Club (Nate Hatred e Nick Gage). Em 20 de março Lee chegou a disputar o JAPW Heavyweight Championship, mas foi derrotado pelo campeão Dan Maff. Após a luta Nick Gage atacou Maff e juntou-se a Hillbilly Wrecking Crew, substituindo Murdoch, que havia deixado a empresa. Em 22 de maio, Lee e Necro enfrentaram  Maff e o JAPW New Jersey State Champion Charlie Haas em um combate de tag team, onde eles colocam seus contratos com a JAPW na linha contra os títulos de seus adversários. No final, Lee conseguiu fazer o pin em Haas, após Maff realizar seu turn, para se tornar o novo JAPW New Jersey State Champion. Em 23 de outubro de 2010, Lee desafiou Dan Maff pelo JAPW Heavyweight Championship em uma Champion vs. Champion match, mas foi derrotado. Em 20 de novembro, Lee fez sua primeira defesa com sucesso do New Jersey State Championship contra Eddie Kingston e, em seguida, derrotou Dan Maff, Nick Gage e Azrieal em uma Championship Scramble para ganhar o JAPW Heavyweight Championship pela primeira vez, unificando os dois títulos. Lee fez sua primeira defesa do JAPW Heavyweight Championship em 11 de dezembro, durante o fim de semana de aniversário, derrotando Rhino com a ajuda de Nick Gage. Em 30 de dezembro de 2011, a JAPW anunciou que Lee, que não havia feito uma aparição para a promoção em nove meses, tinha sido destituído do Heavyweight Championship.

### Evolve (2010 – 2011)
Lee estreou pela Evolve em 16 de janeiro de 2010, no primeiro show da promoção, em parceria com Gran Akuma e Icarus em uma six man tag team match, onde foram derrotados pelo Team Frightning (Mike Quackenbush, Hallowicked e Frightmare). Depois de perder uma singles match para Gran Akuma em 13 de março, Lee obteve a sua primeira vitória na empresa, derrotando Gran Akuma, Hallowicked e Chris Dickinson em uma four-way match em 1 de maio. No quarto show em 23 de julho, Lee lutou contra Jon Moxley, mas a luta terminou em no contest. Como Moxley foi protestar contra a paralisação, Lee chutou uma cadeira em seu rosto, o que levou a Evolve suspende-lo até o show de 11 de setembro. Lee voltou a Evolve em 20 de maio de 2011, onde foi derrotado por Sami Callihan via submissão.

### Dragon Gate USA (2010 – 2011)
Em 8 de maio de 2010, Lee fez sua estreia pela Dragon Gate USA, derrotando Cheech, Cloudy, Kyle O'Reilly, Phil Atlas, Xtremo, Brent B. e Anthony Fiasco em uma eight–way fray elimination match, antes das gravações do pay-per-view Uprising. Mais tarde, durante a realização do pay-per-view, Lee interrompeu uma luta entre Rip Impact e Johnny Wave e atacou ambos os wrestlers, antes de anunciar que seria a última vez que ele estaria vindo depois de um wrestler japonês. No evento seguinte, em 25 de setembro, Lee derrotou Da Soul Touchaz (Acid Jaz, Marshe Rockett e Willie Richardson) em uma three–on–one handicap match, antes de repetir a ameaça de ir atrás de um concorrente japones. Mais tarde na noite, Lee voltou suas atenções para YAMATO e perseguiu-o longe do ringue, quando ele tentou interferir em uma luta entre seu aliado Jon Moxley e Jimmy Jacobs. No dia seguinte, Lee derrotou Jimmy Jacobs, Kyle O'Reilly, Mike Quackenbush, Rich Swann e Silas Young em uma six–way match. No dia 29 de outubro no primeiro pay-per-view ao vivo da Dragon Gate USA, Bushido: Code of the Warrior, Lee se uniu com a lenda do sumô Akebono Tarō em uma tag team match, onde derrotaram The Osirian Portal. Após a luta, Lee e Akebono tiveram de ser separados um do outro pelo resto do vestiário da Dragon Gate USA. Mais tarde na noite, CIMA usou sua promo para anunciar Lee como o mais novo membro da stable Warriors International. No gravações do dia seguinte do Freedom Fight 2010, Lee derrotou Akebono em uma singles match. Em 28 de janeiro de 2011, no United: NYC, Lee que representando o grupo heel Blood Warriors, derrotou Jimmy Jacobs em uma singles match. No dia seguinte, no United: Philly, Lee sofreu sua primeira derrota na Dragon Gate USA, quando foi derrotado pelo Open the Freedom Gate Champion YAMATO.

### Dragon Gate (2010 – 2011)
Em 21 de dezembro de 2010, Lee fez sua estreia pela promoção japonesa Dragon Gate, em Tóquio, onde, representando a stable Warriors derrotou Kzy. A stable Warriors realizou seu heel turn em 14 de janeiro de 2011, quando eles atacaram Masato Yoshino e a World–1, aliando-se com o grupo de Naruki Doi, embora o próprio Lee não estivesse presente, como nevou e ele não pode comparecer ao show. No dia seguinte, Lee fez o seu regresso a Dragon Gate como novo membro da stable, em uma luta, onde Lee, Gamma e Genki Horiguchi derrotaram YAMATO, KAGETORA e Diablo. On January 18 the new group was named Blood Warriors.

### WWE (2012 – 2019)

#### Território de Desenvolvimento (2012 – 2014)

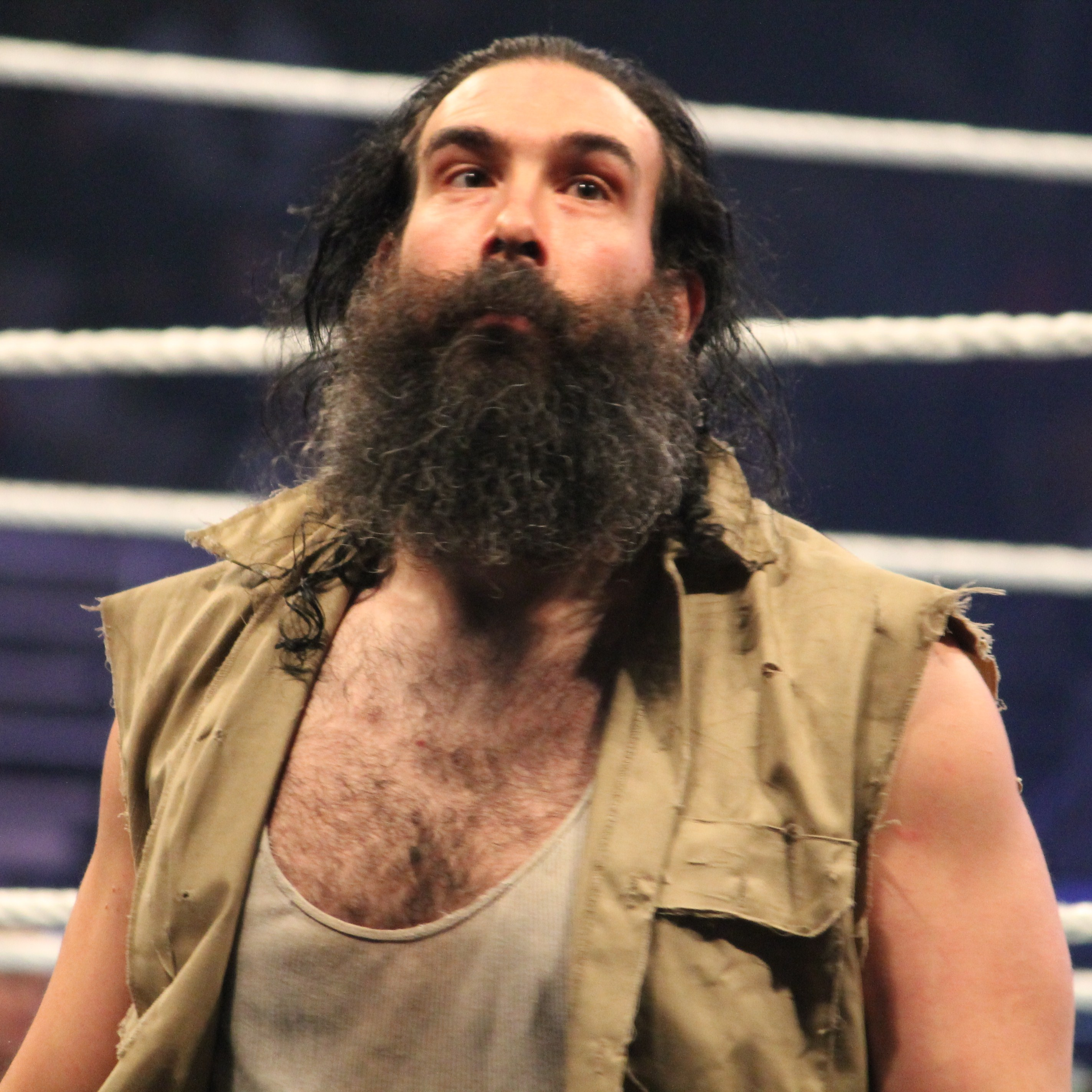
Harper em 2014

Em 12 de março de 2012, foi relatado que Huber tinha assinado um contrato de desenvolvimento com a WWE. Huber fez sua estreia em território de desenvolvimento a Florida Championship Wrestling (FCW) em um house show em 18 de maio, trabalhando sob o novo ring name Luke Harper. FCW foi rebatizada e se transformou na NXT Wrestling em agosto de 2012, e Harper fez sua estreia na televisão em 7 de novembro, onde foi introduzido por Bray Wyatt como "o primeiro filho da Wyatt Family". Harper derrotou rapidamente Jason Jordan. Juntamente com Wyatt e seu "segundo filho" Erick Rowan, eles formaram uma stable chamada "The Wyatt Family". Harper e Rowan reuniram-se pela primeira vez no dia 9 de janeiro de 2013, durante um episódio do NXT, para derrotar Percy Watson e Yoshi Tatsu. Em 23 de janeiro durante um episódio do NXT, Harper e Rowan novamente derrotaram Watson e Tatsu na rodada de abertura do torneio para definir os primeiros NXT Tag Team Champions. Depois de uma vitória sobre Bo Dallas e Michael McGillicutty nas semifinais, Harper e Rowan foram derrotados na final do torneio por Adrian Neville e Oliver Grey. Em 2 de maio, Harper e Rowan derrotaram Neville e Bo Dallas, que estava substituíndo Grey, lesionado, para conquistar o título.
Após um tempo, ele se separou de Rowan e Wyatt e passou a lutar em combates individuais.
No raw em 17 de novembro Harper ganhou o Intercontinental Championship de Dolph Ziggler. No Survivor Series 2014 ele fez parte do Team Authority.
No TLC ele perdeu seu titulo para Dolph Ziggler, terminando seu reinado de apenas 27 dias. Depois,  lutou duas vezes contra Jack Swagger, e ganhou as duas.

#### 2015
No main event, dia 31 de janeiro ele doi derrotado por Dolph Ziggler. No raw dia 02 de fevereiro, lutou contra Ryback, e foi derrotado novamente.
Após o Pay Per View de fevereiro Fastlane, ele se envolveu em uma rivalidade com outros 6 lutadores pelo Intercontinental Championship, onde cada um "roubou" uma vez o cinturão do campeão Bad News Barrett.
A disputa terminou em uma Ladder Match com os 7 pelo título, na Wrestlemania 31, onde Daniel Bryan saiu campeão.
No Raw seguinte à Wrestlemania, Harper lutou contra Dean Ambrose, e acabou perdendo por desqualificação. Não satisfeito, ele atacou Ambrose, aplicando-lhe um PowerBomb em cima da mesa dos comentaristas.
Nos Raw's e Smackdown's que se seguiram, um atacou o outro em seus respectivos combates, e foi decido que eles lutariam no Extreme Rules em uma Chicago Street Fight, que assim foi chamada devido ao evento acontecer na cidade de Chicago, obviamente.
No dia 26 de abril, no Extreme Rules, Harper lutou contra Ambrose, e depois de um combate bem ao estilo Hardcore, onde os dois saíram da arena e iniciaram uma "perseguição" em carros, voltando após dois combates posteriores do evento, Harper foi derrotado.

### All Elite Wrestling (2020)

#### The Exalted One
No episódio do AEW Dynamite de 18 de Março de 2020, Huber fez a sua estreia sob o nome Brodie Lee, revelando-se assim como o "Exalted One" e líder da Dark Order e atacanco o SoCal Uncensored, em especial Christopher Daniels que não acreditou na existência do "Exalted One". Depois de permanecer invicto por várias semanas, ele desafiou o Campeão Mundial da AEW Jon Moxley para uma luta pelo título no Double or Nothing. No evento de 23 de maio, Lee foi derrotado por Moxley, marcando sua primeira derrota na AEW.  Nos meses seguintes, Lee recrutou novos membros para a Dark Order, incluindo Colt Cabana e Anna Jay. No episódio de 22 de agosto do Dynamite, Lee rapidamente derrotou Cody para se tornar o segundo lutador a conquistar o AEW TNT Championship.

## Morte
Huber morreu em 26 de dezembro de 2020, aos 41 anos, devido a uma doença pulmonar.

## Nowrestling

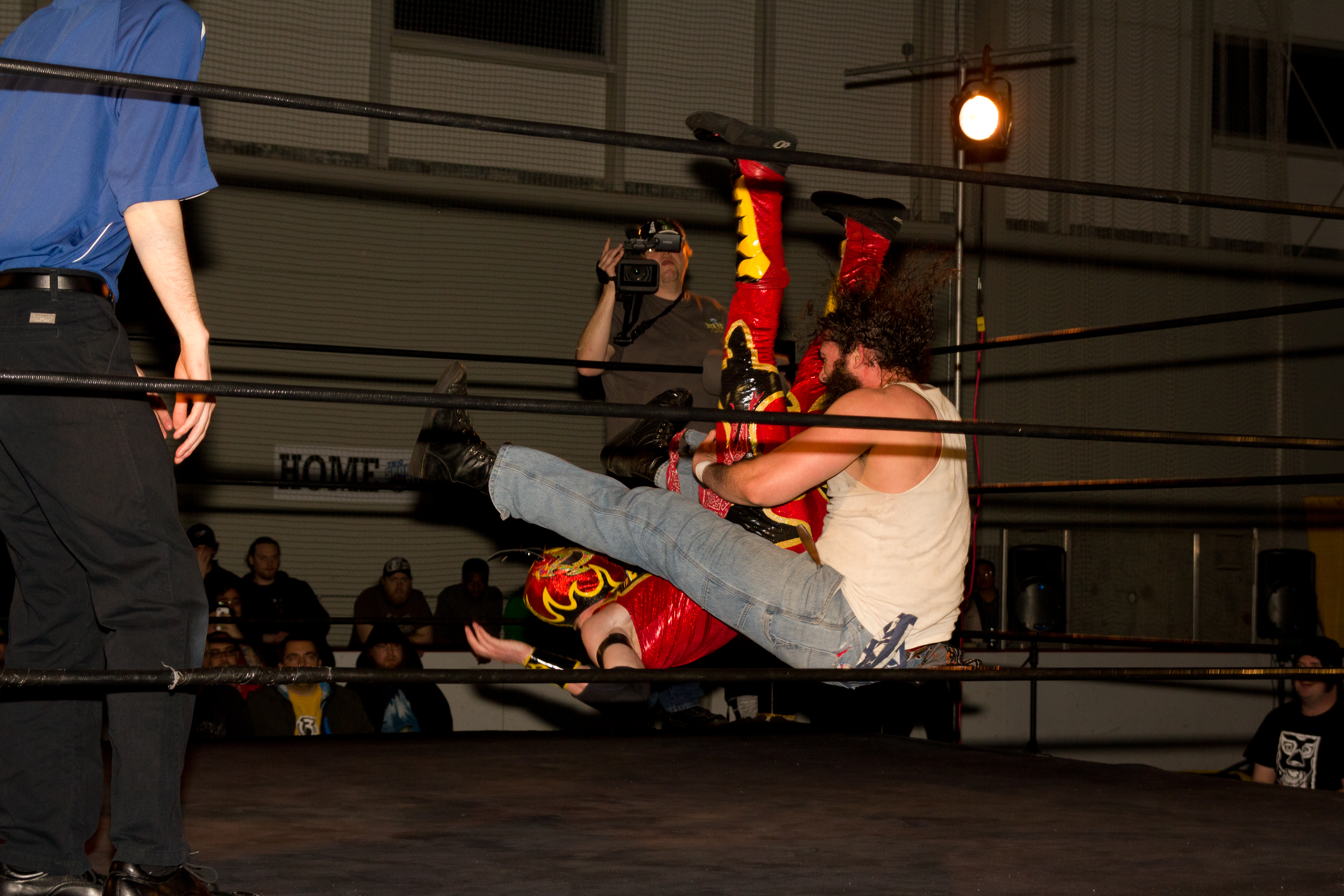
Lee realizando um Brodie Bomb em Fire Ant.

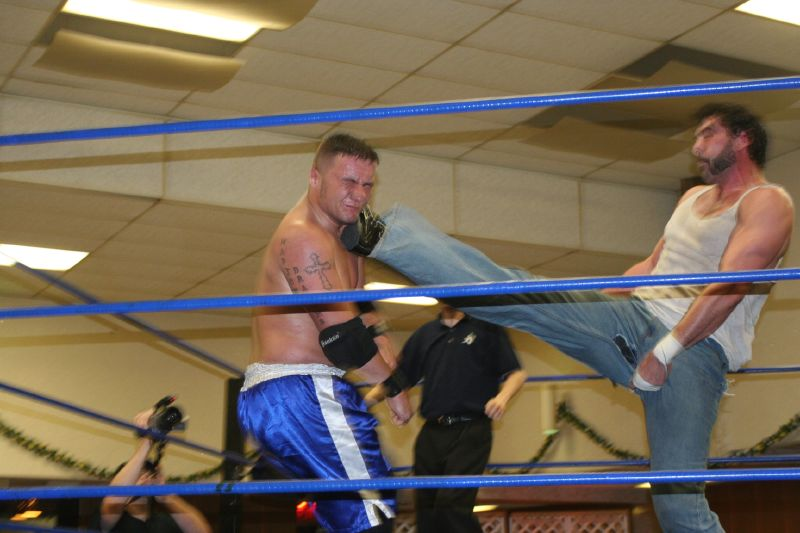
Lee acertando Drake Younger com um big boot.

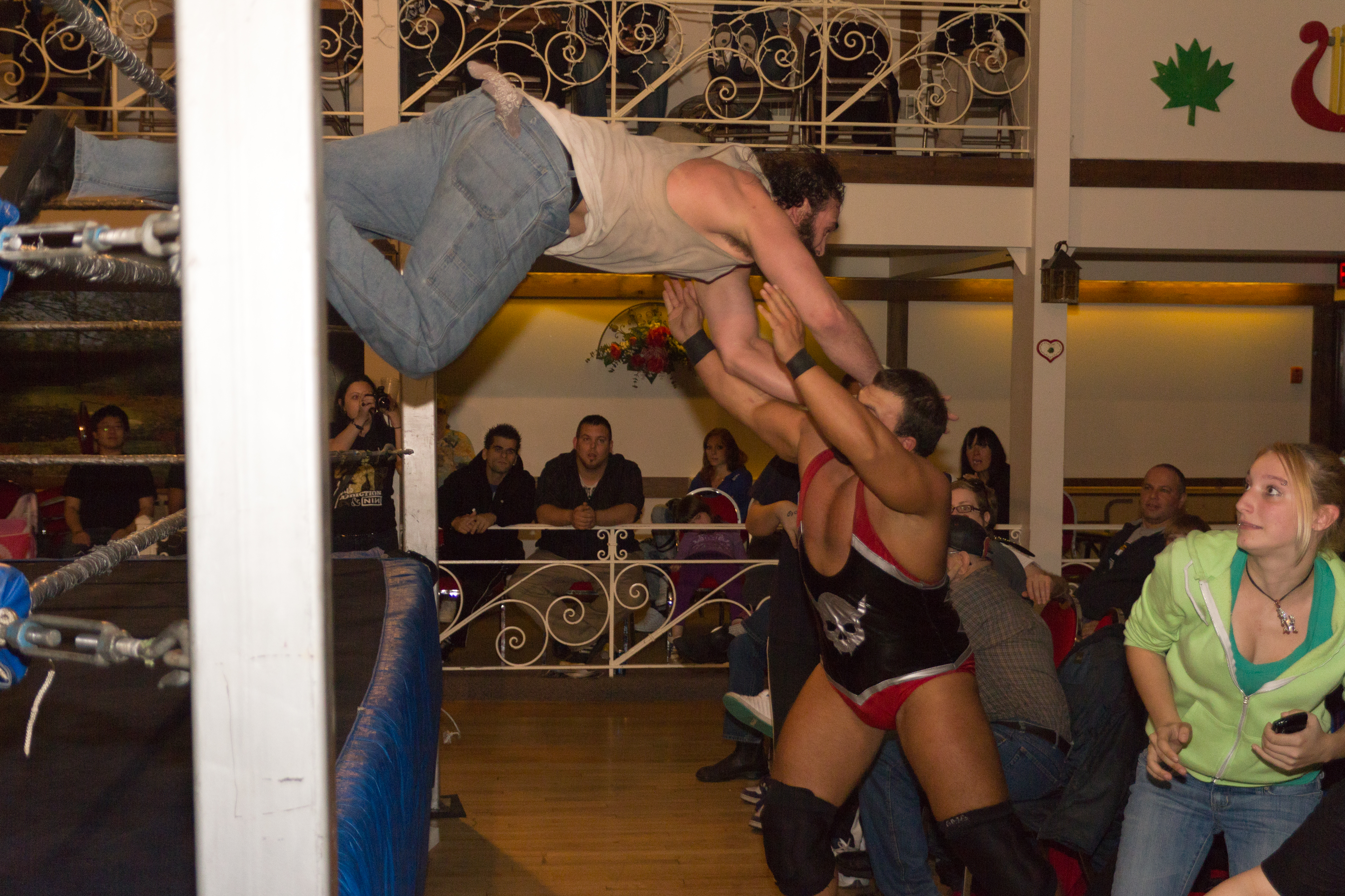
Lee realizando um suicide diving em Michael Elgin.

- Movimentos de finalização
  - Como Luke Harper
    - Discus clothesline[91][100] (usado como Signature desde 2014)

  - Brodie Bomb (Running sitout powerbomb)
    - Truckstop (Sitout spinning side slam)[1][9]-usado como signature 2014-presente
      - Big Boot (usado como signature)

- - Como Brodie Lee
    - Brodie Bomb (Running sitout powerbomb)[3][101][7][8]
    - Gutwrench powerbomb[101][25]
    - Package piledriver[3]
    - Standing ou running big boot[3][101][8][10]
    - Truck Stop (Sitout spinning side slam)[8][10][101]

- Movimentos secundários
  - Múltiplas variações de suplex
    - back suplex facebuster
      - Double underhook super[10]

    - Half nelson[101][8]
    - Overhead choke[7]

  - Superkick[25]
  - Powerbomb

- Com Grizzly Redwood
  - Movimentos de finalização Tag Team
    - The Truck Stops Here (Electric chair drop (Redwood) / Running jumping big boot (Lee))[36][39]

- Alcunhas
  - "The Bulldozer"[3]
  - "The Right Stuff"[3]
  - "Throat Load"[11]
  - "Big Rig"[3][101]
  - "The Exalted One" (2020-presente)[95]

- Temas de entrada
  - "You Got It (The Right Stuff)" por New Kids on the Block[102]
    - ''Swanp Gas'' por cfo$ (2014-2019; com Erick Eowan)
      - "Gonna Cut You Down" por Johnny Cash[102]

## Títulos e prêmios
- All Elite Wrestling
  - AEW TNT Championship (1 vezl)
- Alpha-1 Wrestling

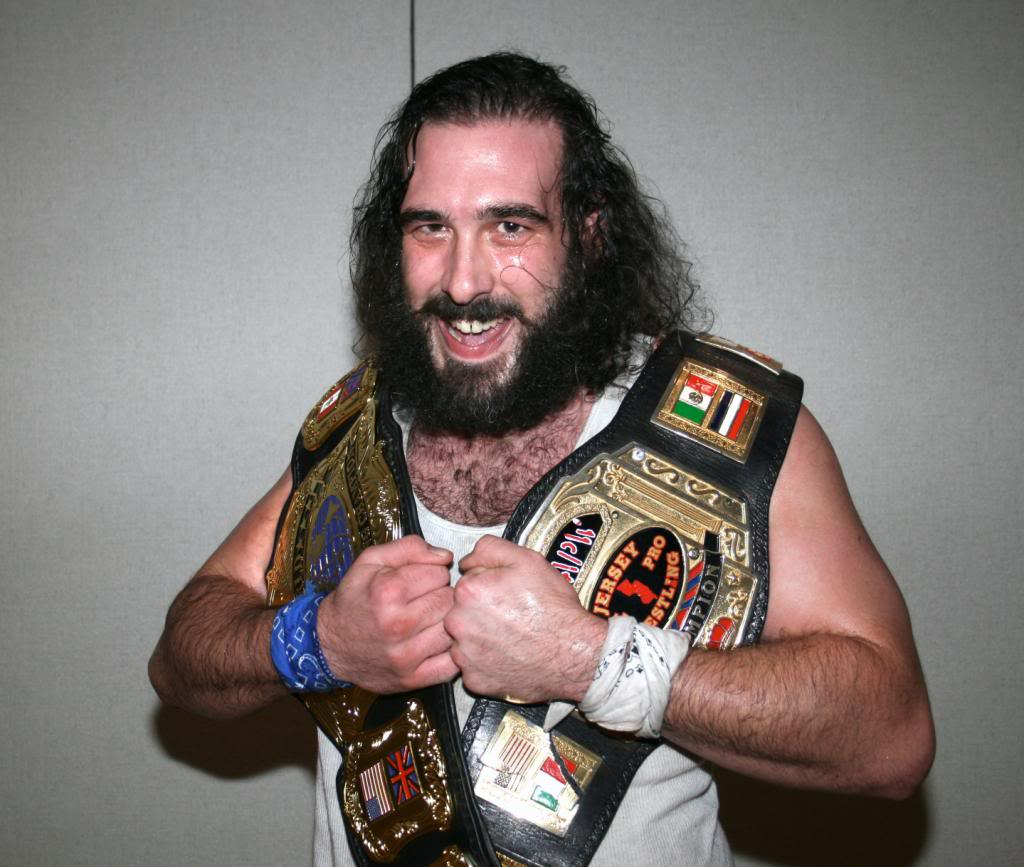
Lee segurando os cinturões JAPW Heavyweight e Tag Team Championship em novembro de 2010.

  - A1 Zero Gravity Championship (1 vez)[8]

- Jersey All Pro Wrestling
  - JAPW Heavyweight Championship (1 vez)[103]
  - JAPW New Jersey State Championship (1 vez)[101][104]
  - JAPW Tag Team Championship (1 vez) – com Necro Butcher[101][105]

- National Wrestling Alliance
  - NWA Southern Television Championship (1 vez)[106]

- Next Era Wrestling
  - NEW Heavyweight Championship (1 vez)[3]

- NWA Empire
  - NWA Empire Heavyweight Championship (1 vez)[3]

- NWA Upstate
  - NWA Upstate Heavyweight Championship (2 vezes)[3][101]
  - NWA Upstate No Limits Television Championship (1 vez)[7]
  - NWA Upstate Kayfabe Dojo Championship (1 vez)[7]

- NXT Wrestling
  - NXT Tag Team Championship (1 vez, ') – com Erick Rowan[94]

- Pro Wrestling Illustrated
  - PWI o colocou na #107ª posição dos 500 melhores lutadores individuais em 2012.[107]

- Rochester Pro Wrestling
  - RPW Tag Team Championship (1 vez) – com Freddie Midnight[3]

- Squared Circle Wrestling
  - 2CW Heavyweight Championship (2 vezes)[49][52]

World of Hurt Wrestling
- WOHW United States Championship (3 vezes)[108]
- WWE
  - WWE Intercontinental Championship (1 vez)
  - WWE SmackDown Tag Team Championship (2 vezes) – com Bray Wyatt e Randy Orton (1), com Rowan (1)

- WWE NXT
  - NXT Tag Team Championship (uma vez) - com Erick Rowan